# European Champions League 2000-2001 (pallavolo femminile)
La European Champions League di pallavolo femminile 2000-2001 è stata la 41ª edizione del massimo torneo pallavolistico europeo per squadre di club; iniziata con la fase a gironi a partire dal 5 dicembre 2000, si è conclusa con la final-four di Nižnij Tagil, in Russia, il 18 marzo 2001. Alla competizione hanno partecipato 16 squadre e la vittoria finale è andata per la prima volta al Volley Modena.

## Squadre partecipanti
| - Panathīnaïkos - Universitatea Bacău - Rapid Bucarest - RC Cannes - Uraločka - CDU Granada - Eczacıbaşı - VakıfBank GS | - Modena - Münster - PTPS - Virtus Reggio Calabria - Rijeka - Filathlītikos Salonicco - Schweriner - Tenerife |

## Fase a gironi

### Gironi
| Girone A                                    | Girone B                                       | Girone C                                     | Girone D                                                      |
| ------------------------------------------- | ---------------------------------------------- | -------------------------------------------- | ------------------------------------------------------------- |
| Rapid Bucarest Uraločka VakıfBank GS Rijeka | Universitatea Bacău Modena Schweriner Tenerife | Panathīnaïkos CDU Granada Eczacıbaşı Münster | RC Cannes PTPS Virtus Reggio Calabria Filathlītikos Salonicco |

## Play-off a 8

### Squadre qualificate
- Uraločka
- Eczacıbaşı
- Modena
- Virtus Reggio Calabria

## Final-four
La final four si è disputata a Nižnij Tagil ( Russia). Le semifinali si sono disputate il 17 marzo, mentre la finale per 3º/4º posto e la finalissima si è giocata il 18 marzo.

### Finali 1º e 3º posto
|  | Semifinali             | Semifinali             | Semifinali |        |                        | Finale                 | Finale             | Finale             |  |
|  |                        |                        |            |        |                        |                        |                    |                    |  |
|  | Virtus Reggio Calabria | Virtus Reggio Calabria | 3          |        |                        |                        |                    |                    |  |
|  | Virtus Reggio Calabria | Virtus Reggio Calabria | 3          |        |                        |                        |                    |                    |  |
|  | Eczacıbaşı             | Eczacıbaşı             | 0          |        |                        |                        |                    |                    |  |
|  | Eczacıbaşı             | Eczacıbaşı             | 0          |        | Virtus Reggio Calabria | Virtus Reggio Calabria | 0                  |                    |  |
|  |                        |                        |            |        | Virtus Reggio Calabria | Virtus Reggio Calabria | 0                  |                    |  |
|  |                        |                        | Modena     | Modena | 3                      |                        |                    |                    |  |
|  | Uraločka               | Uraločka               | Modena     | Modena | 3                      | 2                      |                    |                    |  |
|  | Uraločka               | Uraločka               |            |        |                        | 2                      |                    |                    |  |
|  | Modena                 | Modena                 | 3          |        |                        | Finale 3º/4º posto     | Finale 3º/4º posto | Finale 3º/4º posto |  |
|  | Modena                 | Modena                 | 3          |        |                        |                        |                    |                    |  |
|  |                        |                        |            |        |                        |                        |                    |                    |  |
|  |                        |                        |            |        |                        | Eczacıbaşı             | Eczacıbaşı         | 1                  |  |
|  |                        |                        |            |        |                        | Eczacıbaşı             | Eczacıbaşı         | 1                  |  |
|  |                        |                        |            |        |                        | Uraločka               | Uraločka           | 3                  |  |